# Ficus variegata
Ficus variegata is een slakkensoort uit de familie van de Ficidae. De wetenschappelijke naam van de soort is voor het eerst geldig gepubliceerd in 1798 door Röding.